# 耶利米書
《耶利米書》或譯《耶肋米亞》（希伯來語：ספר יִרְמְיָהוּ，Yirməyāhū），是由數個單元的文集編輯而成。内容主要是先知耶利米的講辭，也包括以第三人稱提及先知的完傳記材料。這些單元的內容都應該出自先知耶利米的口，但記錄者未必是他本人。類似《巴錄書》，這些部分可能也出自先知的秘書巴錄的報告（《耶利米书》第36章第4节参），而52章的歷史附錄則採用列王纪的資料。

## 寫作背景
- 耶利米生於祭司的家庭，約西亞王第十三年（公元前627年）蒙召，以後在猶大歷史中最黑暗的時期，克盡他先知的職份凡四十年。他感情豐富而又多愁善感，通常被稱作「流淚的先知」（《耶利米书》第9章第1节参），他奉差遣傳神審判的信息，一再忍受反對、鞭打、監禁等逼迫（《耶利米书》第11章第18节至第21节参），面對百姓的罪惡與神将臨的懲罰，他内心的痛苦與衝突達到極點，但他仍忠心地傳講與國家政策相違的信息，甚至必须與政治，宗教领袖敌對，在那個周圍有各样攻擊的環境中，神让耶利米單獨憑着信心繼續傳道。
- 當巴比倫大軍攻陷耶路撒冷時，先知懷着一颗破碎的心眼睁睁地看着他的预言應驗。在國家淪亡，百姓被擄後，先知獲釋，並受巴比倫王優待，任他選擇前往巴比倫或留在耶路撒冷，他選了後者。但不久又被强迫逃往埃及，在埃及傳道一段時間後，据说终於殉道了。
- 本書以猶大末年為背景。當時，猶大在瑪拿西王的影響下，拜偶崇邪，作惡多端，神的憤怒總不止息。雖然在約西亞王第十八年間，朝廷从事大刀阔斧的宗教改革（列王紀下22至23章），可惜後來流於表面的革新，未能深入民间實際的崇拜的生活中，百姓并没有真正悔改歸向神，反而迷信聖殿城，認為那是民族安全最大的保障（参7章），整個國家堕入虚假的安全感中，從先知到祭司一味作假。
- 外交方面，先知蒙召時，猶大還臣服於漸趨衰微的亞述帝國，主前612年亞述首都尼尼微被巴比倫，米底亞攻陷，公元前609年埃及法老尼科二世率軍北上援亞述，猶大王約西亞出兵攔阻，不幸陣亡。其子約哈斯繼位，作王僅三个月就被尼哥带到埃及，由尼哥另立約哈斯的兄弟約雅敬为王，从此猶大成为埃及的附庸。
- 主前605年埃及在卡赫美士战役慘败后，巴比倫势力进入巴勒斯坦，曾擄去猶大宗室貴胄，如但以理等（《歷代志下》第24章第1节参），于是猶大转为巴比倫的附庸，惟不久約雅敬又傾向埃及，结果巴比倫联军围攻耶路撒冷，約雅敬之子約雅斤被掳至巴比倫，巴比倫王立西底家为猶大王。西底家生性懦弱，又乞援埃及，导致巴比倫第二次攻陷耶路撒冷，西底家也被掳到巴比倫，猶大逐亡。巴比倫所立的省長基大利即被行刺，猶大餘民逃至埃及。

### 拉吉陶片与耶利米书
拉吉是古代犹大国的要塞，位於耶路撒冷西南43公里。1930年在那裏出土的一批陶片，至少有12塊是信件，這些信件被認為“極其重要⋯⋯因為內容解釋了猶大國在面臨（巴比倫王）尼布甲尼撒勢不可擋的攻擊時，國內的政局如何，以及當時兵荒馬亂的境況”。
在拉吉書信中，最重要的就是耶書和他下屬所寫的信。耶書很可能是拉吉的軍事指揮官。陶片中的用語跟同時代的先知耶利米所用的相似。請看看耶書和他下屬的兩塊陶片信件怎樣提到當時的情勢，證明聖經對於那段關鍵時期的描述符合實情。
《耶利米书》第34章第7节参説：“當時巴比倫王的軍隊正在攻打耶路撒冷和猶大剩下的城鎮，拉吉和亞西加，因為猶大的城鎮中，只剩下這兩座堅固城。”拉吉書信中其中一個陶片看來描述同一件事：“我們正留意着拉吉的烽火信號，因為我們看不到亞西加。”許多學者相信，這番話表明亞西加當時已被巴比倫人攻下，拉吉接着也被攻破。值得注意的是，這段話提到“烽火信號”，而《耶利米书》第6章第1节参也提到這種互通信息的方式。
先知耶利米和以西結都記述，猶大王曾經請求埃及援助，反叛巴比倫。有些學者認為，拉吉書信中另一個陶片印證了先知的話。這塊陶片上寫着：“僕人得到情報：埃爾納坦的兒子孔亞胡將軍已經前往南方，預備進入埃及。”學者一般都認為，這個將軍進入埃及，就是為了向埃及請求軍事援助。
還有，拉吉陶片提及幾個人名，是耶利米書也提到的，即尼利亞、雅撒尼亞、基瑪利雅、以利拿單和何沙雅。然而，拉吉陶片和耶利米書所提到的這些名字是否指相同的人物，學者還未能確定。但是，既然耶利米生活在拉吉陶片所屬的年代，兩者的相同之處也值得留意。

## 主題特色
耶利米的信息带着悲觀与盼望，又存着对审判與復興的矛盾憧憬。雖然他一再对悖逆的百姓绝望，卻對神有信心，他相信神的管教具有醫治的能力，他透視了苦难背后的恩典，審視百姓的信心得以存留，能以面對惨劇。先知再次堅定神與大衛之约那不变的應許，並且强調神的管教，苦难不是结束，以色列與猶大在神手中是有盼望的，拆毁為要带来積極的建立，大傷為醫治，被掳还要歸回，以色列回轉后就真正懊悔，受教后就「拍腿嘆息」（《耶利米书》第31章第19节参）。

## 本書大纲
1. 先知蒙召（1章）
2. 神對猶大的審判（2至25章）
  - 以色列的罪行和刑罰──呼籲悔改，降臨的審判
  - 錯誤的信仰──呼籲離棄虚假的信仰，無可救藥的百姓
  - 警告與審判──警告背约的子民，刀劍與饑荒的審判
  - 先知的比喻，宣講，異象──零散的言教，比喻與象徵性的动作，先知内心的痛苦，警告恶君王與假先知，審判的異象。
3. 耶利米與假先知的爭論（26至29章）
  - 聖殿院内的爭執， 警告聯盟，先知與先知的衝突，致書被擄之民。
4. 安慰之書（30至33章）
  - 復興之歌，先知獄中購地，复興故土，堅立聖約。
5. 約雅敬， 西底家年間史事（34至39章）
  - 對西底家及百姓之宣告，利甲族的榜樣，耶利米的書卷，西底家求問耶和華，耶路撒冷淪陷先知獲釋。
6. 耶路撒冷淪陷史事（40至45章）
  - 耶利米獲釋基大利作省長，米斯巴惨案，餘民逃往埃及。
  - 耶利米在埃及宣講的信息，给巴錄的信息。
7. 論及列國的信息（46至51章）
  - 論埃及，論非利士及摩押，論亞捫及以東
  - 論大馬士革（大馬色）等地，論巴比倫。
8. 記載補篇──耶路撒冷淪陷，巴比伦王恩待約雅斤。

## 主要内容
此書的內容是根據題材而非按年代先後編排的。故此，它的記載在時間和背景資料方面作了很多改變。它的最後部分，第52章，詳實地描述耶路撒冷和猶大淪為荒涼的經過。這些記載顯示書中大部分的預言已獲得應驗，而且也為下一本經書──耶利米哀歌提供適當的背景資料。

### 耶和華差派耶利米
（覆盖《耶利米书》第1章第1节至第19节参）耶利米自己并没有想成為預言者，也不是因为他出身於祭司家族的緣故。耶和華在耶利米书解釋説：“我未將你造在腹中，我已曉得你；你未出母胎，我已分别你為聖；我已派你作列國的先知。”耶利米记录這項委派來自耶和華。耶利米并不願意接受差遣，他謙卑地推辭説：“我是年幼的。”耶和華向他提出保證説：“我已將當説的話傳給你。看哪，我今日立你在列邦列國之上，為要施行拔出、拆毁、毁壞、傾覆，又要建立、栽植。”耶利米不必懼怕。“他們要攻擊你，卻不能勝你；因為我與你同在，要拯救你。這是耶和華説的。”

### 耶路撒冷是個不忠的妻子
（覆蓋《耶利米书》第2章第1节参至《耶利米书》第6章第30节参）耶和華对耶利米说，耶路撒冷已離棄了她起初的愛，背棄了活水的泉源耶和華，轉而與外邦的諸神行淫。她從上等的紅葡萄樹變為“外邦葡萄樹的壞枝子”。（《耶利米书》第2章第21节参）她的衣襟沾滿了無辜窮人的血。淫亂的以色列尚比猶大公義。他呼籲背道的兒女轉回，因他是他們的丈夫兼主人。但他們卻像詭詐的妻子一般。他們若要回頭，就必須棄絶可憎的事，在心裏施行割禮。“要豎立指向錫安的路標，”因耶和華必使災禍從北方來到。（《耶利米书》第4章第6节参，《現譯》）大禍臨頭了！耶和華的行刑者臨到時會有如獅子從密林中上來，有如熱風從曠野刮起，戰車會像旋風般席捲而來。
在耶路撒冷四處視察一下，滿城都是罪孽和不忠。百姓不認耶和華，因此祂的話在耶利米口中要變成好像烈火，把他們像柴薪般焚燒淨盡。他們怎樣離棄耶和華，轉而事奉外邦的神，上帝也必照樣使他們在外地事奉外邦人。頑梗不化的人，他們有眼卻看不見，有耳卻聽不到。情形令人髮指，預言者和祭司都説假預言。耶和華説：“我的百姓也喜愛這些事。”（《耶利米书》第5章第31节参）災禍會從北面而來，因為“他們無論地位高低都貪圖不義之財”。（《現譯》）他們説：“平安了！平安了！其實沒有平安。”（《耶利米书》第6章第13节至第14节参）但掠奪者會突然出現。耶和華吩咐耶利米要試驗祂的子民，像試驗金屬一樣，但他們卻全是廢鐵、銀渣。他們都壞透了。

### 警告人不可倚賴聖殿予以保護
（覆蓋《耶利米书》第7章第1节参至《耶利米书》第10章第25节参）耶和華的話臨到耶利米，他站在聖殿門前發出宣布。凡進入殿門的人都當聽他的話：「你們一面指着耶和華的殿自鳴得意，但同時卻怎樣行呢？欺壓孤兒寡婦，流無辜人的血，隨從别神，偷盜，殺人，犯姦淫，發假誓，並向巴力獻祭！偽善無恥之徒！你們竟使耶和華的殿變作“賊窩”。要回顧以往耶和華怎樣對待示羅。猶大啊，他必照樣待你們。他必將你們趕出，正如趕出北面的以法蓮（以色列）一樣。」
猶大已達到無可救藥的地步。百姓甚至製餅獻給“天后”。“這就是不聽從耶和華──他們上帝的話，不受教訓的國民；從他們的口中，誠實滅絶了。”（《耶利米书》第7章第18节至第28节参）猶大將可憎之物設立在耶和華的殿中，又在欣嫩子谷築起陀斐特邱壇，把自己的兒女在火中焚燒。看哪，這地方必稱為“殺戮谷”，他們的屍首必成為飛鳥和野獸的食物。（7:32）猶大和耶路撒冷將不會聽到歡呼快樂的聲音。
他們盼望獲得平安和醫治，但滿目都是恐怖驚惶。由於他們頑梗悖逆，結果國破家亡，屍橫遍野，哀哭處處。「耶和華是活上帝，是永遠的王。」假神並沒有創造天地，它們是毫無氣息的。它們是虚無的，荒謬可笑的，終必被消滅。耶和華必把當地的居民抛出。聽，有大擾亂從北方出來，要使猶大各城鎮淪為荒涼。預言者承認説：“行路的人也不能定自己的腳步。”他祈求上帝糾正他，免得他自己也歸於無有。（《耶利米书》第10章第23节参）

### 違約者受咒詛
（覆盖《耶利米书》第11章第1节参至《耶利米书》第12章第17节参）猶大違背了與耶和華所立的約。百姓哀求上帝幫助，卻不蒙垂聽。耶利米絶不可為猶大代禱，因為耶和華已“點火”在這一度枝葉繁茂的橄欖樹上。（《耶利米书》第11章第16节参）後來耶利米的同胞亞拿突人設計謀害他，預言者遂求上帝賜他力量和幫助。耶和華答允必向亞拿突人復仇。耶利米問上帝，惡人的道路為何亨通，耶和華向他保證説：「我必拔出、毁滅這悖逆的國。」（《耶利米书》第12章第1节至第17节参）

### 耶路撒冷已無可救藥，必遭毁滅
（覆盖《耶利米书》第13章第1节参至《耶利米书》第15章第21节参）耶利米叙述耶和華如何吩咐他用一根麻布帶子束腰，然後把腰帶藏在幼發拉底河的磐石穴中。後來耶利米把腰帶掘出時，它已發霉變壞，“毫無用了”。耶和華藉此表明祂決心照樣“敗壞猶大的驕傲和耶路撒冷的大驕傲”。（《耶利米书》第13章第7节至第9节参）祂要趁他們酩酊大醉之際打碎他們，像打碎盛滿酒的酒罈一般。“古實人豈能改變皮膚呢？豹豈能改變斑點呢？”（《耶利米书》第13章第23节参）照樣，耶路撒冷也無可改變了。耶利米不可為這百姓禱告。即使有摩西和撒母耳站在耶和華面前求情，祂也會不為所動，因祂已決心要毁滅耶路撒冷。耶和華堅固耶利米，使他有勇氣對抗凌辱他的人。耶利米得着上帝的話語，當作食物吃了，便成為祂“心中的歡喜快樂”。（《耶利米书》第15章第16节参）當時絶不是嬉笑作樂的時候，而是全心信靠耶和華的時候。上帝應許要使耶利米向百姓成為堅固的銅牆。

### 耶和華會差遣漁夫和獵人前來
（覆盖《耶利米书》第16章第1节参至《耶利米书》第17章第27节参）由於毁滅已迫在眉睫，耶和華遂命令耶利米：“你在這地方不可娶妻，生兒養女。”（《耶利米书》第16章第2节参）這不是哀哭或與百姓吃喝宴樂的時候，因耶和華行將把他們從這地趕出去。接着耶和華應許祂會差遣‘打魚的把他們打上來，打獵的把他們獵取’。祂成就了這一切事之後，“他們就知道我的名是耶和華了。”（《耶利米书》第16章第16节至第21节参） 猶大的罪是用鐵筆，用金鋼鑽銘刻在百姓心上的。“人心比萬物都詭詐，壞到極處，”但耶和華卻能洞悉人心。無人能够欺騙祂。叛道的人“離棄（耶和華）這活水的泉源”。（《耶利米书》第17章第9节至第13节参）猶大若不以安息日為聖日，祂必把各城門和宮殿付諸一炬。

### 陶匠和泥土
（覆盖《耶利米书》第18章第1节参至《耶利米书》第19章第15节参）耶和華吩咐耶利米到窯匠的家去。他在那裏看見陶匠把造壞了的陶器再摶成泥，然後用泥另造自己喜歡的器皿。耶和華於是指出，祂自己便是以色列家的窯匠，祂能够隨時拆毁，也能够隨意建立。接着，祂吩咐耶利米把窯匠的瓦瓶子帶到欣嫩子谷，在該處宣告耶和華的毁滅信息，因他們使這地方染滿了無辜人的血，又在火中焚燒自己的兒子，作為燔燒供物獻給巴力。耶利米必須打碎瓶子，以此象徵耶和華也必照樣打碎耶路撒冷和猶大的衆民。

### 雖受逼迫，仍不放棄
（覆盖《耶利米书》第20章第1节至第18节参）耶利米坦率無畏地傳講判決信息，這使聖殿的總管巴施户珥大感惱怒，於是他就打耶利米，並用枷把耶利米鎖了一個晚上。耶利米獲釋之後預言巴施户珥必被擄到巴比倫去，而且必死在那裏。耶利米由於大受百姓譏笑凌辱，不禁想到要中途放棄，從此噤口不言。可是，他卻含忍不住。耶和華的話在「他心裏成為燒着的火，閉塞在他骨中」，以致他不能自禁而被迫繼續發言。他雖然咒詛自己出生的日子，但卻呼喊説：“你們要向耶和華唱歌；讚美耶和華！因祂救了窮人的性命脱離惡人的手。”（《耶利米书》第20章第9节至第13节参）

### 耶和華向統治者們大發烈怒
（覆盖《耶利米书》第21章第1节参至《耶利米书》第22章第30节参）在回覆西底家的求問時，耶利米把耶和華對該城的忿怒告訴國王：巴比倫王必圍攻該城，瘟疫、刀劍、饑荒和烈火必把居民吞滅。沙龍（約哈斯）必死於異鄉，約雅敬則會被埋葬好像埋驢一樣，其子哥尼雅（約雅斤）必從猶大被逐，最後死於巴比倫。

### 盼望“公義的苗裔”
（覆盖《耶利米书》第23章第1节参至《耶利米书》第24章第10节参）耶和華答允以真正的牧人取代虚假的牧人，並給大衛興起“一個公義的苗裔”，他“必掌王權，行事有智慧，在地上施行公平和公義”。他的名字“必稱為『耶和華──我們的義』。”他必招聚被趕散的餘民。（《耶利米书》第23章第5节至第6节参） 衆預言者若是站在耶和華的會中，就必定會使百姓聽上帝的話，回頭離開惡道。但實際的情形剛相反，耶和華説：「他們以謊言和矜誇使我百姓走錯了路」。（《耶利米书》第23章第22节至第32节参）“看，有兩筐無花果。”耶利米運用好無花果和壞無花果去表明會有一批忠信的餘民蒙上帝嘉許得以返回故土，另一批餘民則必遭受悲慘的結局。

### 耶和華與列國相爭
（覆盖《耶利米书》第25章第1节至第38节参）這章經文摘錄了原載於第45-49章，上帝所發出的詳盡判決。耶和華運用三個類似的預言向全地發出災禍的信息。
- 首先，經文把尼布甲尼撒稱為耶和華的僕人，他要摧毁猶大和四周的國家，“這些國民要服事巴比倫王七十年。”然後便輪到巴比倫本身受罰，她必“永遠荒涼”。[8]
- 第二個預言是關於耶和華杯中忿怒的酒的異象。耶利米必須把杯交給列國的人民喝，“他們喝了就要東倒西歪，並要發狂，”因為耶和華的毁滅臨到他們身上。毁滅最先臨到耶路撒冷和猶大之上！然後是埃及，再轉向非利士地，橫過以東，北上到泰爾，無遠弗屆，“天下地上的萬國喝了，以後示沙克王也要喝。”他們喝了以後必嘔吐大作，繼而倒地不起，無一幸免。[9]
- 在第三個預言裏，耶利米以氣勢磅礴的詩句把信息帶向高潮：“耶和華必從高天吼叫，⋯⋯要向地上一切的居民吶喊。”響聲鼎沸，大禍臨頭，一場大暴風即將刮起！“到那日，從地這邊直到地那邊都有耶和華所殺戮的。”無人哀哭，不得舉殯。他們必在地上成為糞土。假牧人、貴胄和首領都必遭殺戮。他們必不能逃脱。請聽聽他們的哀號！耶和華必親自「使他們的草場變為荒場，因他發出猛烈的怒氣」。[10]

### 耶利米獲得洗雪
（覆盖《耶利米书》第26章第1节参至《耶利米书》第28章第17节参）衆首領和百姓合謀要把耶利米置諸死地。耶利米自辯。他的話是來自耶和華的。他們若殺了他，便是殺害無辜了。裁判的結果是：罪名不成立。有幾位長老用彌迦和烏利亞的先例來討論耶利米的情況。接着耶和華吩咐耶利米把繩索和軛加在自己的頸項上，然後將繩索和軛送到四周的列王那裏，以此預表他們必服事巴比倫王，直到兒孫三代。其中一個名叫哈拿尼雅的假先知大大反對耶利米。他宣稱上帝在兩年內會折斷巴比倫的軛，並當場把耶利米的木軛折斷以表示他自己的預言真實無誤。耶和華為了强調祂的預言才是真實無誤的，於是吩咐耶利米換上鐵軛，並預言哈拿尼雅必在該年內死去。事實果然如此。

### 安慰在巴比倫流亡的人
（覆盖《耶利米书》第29章第1节参至《耶利米书》第31章第40节参）耶利米寫信給所有與耶哥尼雅（約雅斤）一同被擄到巴比倫去的百姓：在那地安居好了。在耶和華把你們領回故土之前，你們必須先在異地流亡70年。耶和華囑咐耶利米把有關他們返回故土的話都寫在書上：耶和華必折斷他們的軛，「他們要事奉耶和華──他們的上帝，和我（耶和華）為他們所要興起的王大衛。」（30:9）拉結必要止住哀哭的聲音，因她的兒子“必從敵國歸回”。（《耶利米书》第31章第16节参）現在，耶和華發出一個予人安慰的宣布。祂要與以色列家和猶大家另立新約。這個約較他們先前所違反的約偉大得多！耶和華要將祂的律法放在他們裏面，寫在他們心上，“我要作他們的上帝，他們要作我的子民。”從最小的到至大的都必認識耶和華，祂要赦免他們的過犯。（《耶利米书》第31章第34节参）他們的城必再重建，並要歸耶和華為聖。

### 耶和華與大衛所立的約必然實現
（覆盖《耶利米书》第32章第1节参至《耶利米书》第34章第22节参）在尼布甲尼撒最後一次圍困耶路撒冷時，耶利米繫身囹圄。然而，為了顯明耶和華必定會復興以色列，並為此立一個徵兆，耶利米在亞拿突買了一塊地，把契約放在瓦器裏。至此，耶和華的話帶來了好消息：猶大和耶路撒冷必再次歡喜快樂，耶和華必實現祂跟大衛所立的約。但至於你，西底家啊，巴比倫王必用火焚燒這城，你自己必被擄到巴比倫去。有些擁有僕婢的人雖然應許釋放奴僕，後來卻厚顔背約。這樣的人有禍了。

### 耶和華對利甲族的應許
（覆盖《耶利米书》第35章第1节至第19节参）約雅敬王在位時，耶和華派遣耶利米去見利甲族人。他們是在巴比倫人初次逼近時逃往耶路撒冷避難的。耶利米給他們酒喝，他們卻拒絶喝，因為他們緊守先祖約拿達在250年前所下的命令。利甲族人的行為跟猶大的不忠行徑有天淵之别。耶和華應許他們説：“利甲的兒子約拿達必永不缺人侍立在我面前。”（《耶利米书》第35章第19节参）

### 耶利米重寫書卷
（覆盖《耶利米书》第36章第1节至第32节参）耶和華吩咐耶利米把直到當時他所説的一切預言都寫下來。於是巴錄把耶利米所説的話一一記錄下來，並在一個禁食的日子在耶和華的殿中將這一切話朗聲念給百姓聽。約雅敬王打發人把書卷取來，僅聽了少許內容便怒不可遏地把書卷毁去，扔在火裏。他命人捉拿耶利米和巴錄，但耶和華把兩人隱藏起來，並囑咐耶利米重新再寫一卷。

### 耶路撒冷的末期
（覆盖《耶利米书》第31章第7节参至《耶利米书》第39章第18节参）經文憶述西底家統治期間所發生的事。王請求耶利米為猶大向耶和華禱告。預言者拒絶了他的請求，並表示耶路撒冷的毁滅是勢所必然的。耶利米前往亞拿突時被人當作叛國者逮捕，被毒打一番之後更囚禁了多日。西底家打發人把他提出來。耶和華说：“你必交在巴比倫王手中。”（《耶利米书》第37章第17节参）衆首領因耶利米繼續講論毁滅的預言，遂惱羞成怒，把耶利米投入一個有很多淤泥的井裏。但王宮的太監古實人以伯·米勒宅心仁厚地為他求情，結果他得以死裏逃生，但仍被關在護衛兵的院中。西底家再次把耶利米召到他面前，但所得到的答覆卻是：「要向巴比倫王投降，否則就必淪為俘虜，耶路撒冷亦必遭受毁滅！」（《耶利米书》第38章第17节至第18节参）
耶路撒冷被敵人圍困了18個月，終於在西底家作王第11年兵敗城破。王與兵士一起逃命，但卻遭截回。巴比倫王在西底家眼前殺了他的衆子和許多貴胄，剜了他的眼睛，用鐵鏈鎖住他，把他帶到巴比倫去。全城都付諸一炬，淪為一片頹垣廢瓦。除了少數窮人之外，居民都悉數被擄到巴比倫去。尼布甲尼撒下令把囚在牢中的耶利米釋放出來。當他仍在牢中的時候，他告訴以伯·米勒，耶和華應許要拯救他，因他倚靠耶和華。（《耶利米书》第39章第18节参）

### 在米斯巴和埃及的最後事態發展
（覆盖《耶利米书》第40章第1节参至《耶利米书》第44章第30节参）巴比倫人把基大利立作省長治理剩下的百姓。耶利米與基大利一起留在米斯巴。兩個月後，基大利遭人暗殺。民衆向耶利米尋求指引，他把上帝的話轉告他們：「耶和華必不把你們拔出趕離這地。不要怕巴比倫王。但假如你們下到埃及去，你們必定滅亡！」但民衆卻帶着耶利米和巴錄一同下到埃及去。到了埃及的答比匿，耶利米把耶和華的毁滅判決宣布出來：巴比倫王必在埃及設立他的寶座。以色列雖崇拜埃及的諸神，並再度向“天后”獻祭，這樣行卻對他們毫無幫助。他們忘記了耶和華曾因他們崇拜偶像而使耶路撒冷淪為荒涼。耶和華必在埃及地降禍刑罰他們，他們必不能返回猶大。耶和華必將法老合弗拉交在仇敵手中，以此作為明確的記號。

### 巴錄的際遇
（覆盖《耶利米书》第45章第1节至第5节参）巴錄由於聽聞耶利米屢次發出毁滅的預言而大感沮喪。預言者囑咐他必須把耶和華定意要執行的建立和拆毁工作置於為自己“圖謀大事”之先。（45:5）他必蒙拯救，不遭禍害。

### 耶和華的刀劍臨到列國之上
（覆盖《耶利米书》第46章第1节参至《耶利米书》第49章第39节参）耶利米預言巴比倫必在迦基米施及其他地方大敗埃及。雖然列國必遭毁滅，雅各卻得以存留，但仍要遭受懲罰。“耶和華的刀劍”必臨到非利士人身上，並要攻擊自吹自擂的摩押和狂妄自大的亞捫，又要懲治以東、大馬士革、基達和夏瑣。（《耶利米书》第47章第6节参）以攔的弓必被折斷。

### 耶和華的刀劍臨到巴比倫之上
（覆盖《耶利米书》第50章第1节参至《耶利米书》第51章第64节参）論到巴比倫，耶和華説：「要在萬國中發出宣告，不可隱瞞。巴比倫必被擄掠，她的諸神都必蒙羞。務要逃出巴比倫。這個曾在全地擊碎列國的大錘自己也必被擊碎。這狂傲的啊，這個欺壓擄掠以色列和猶大的惡者其實知道萬軍之耶和華是他們的購贖者。巴比倫必成為野獸出沒之處，必無人住在那裏，⋯⋯要像上帝傾覆所多瑪、蛾摩拉⋯⋯一樣。」（《耶利米书》第50章第31节至第40节参）巴比倫曾是耶和華手中的金杯，使列國酩酊大醉，但她卻忽然傾倒，從此敗亡。百姓哪，要為她哀號。耶和華已激動了米底亞王的心，要將巴比倫毁滅。巴比倫的勇士已止息爭戰，變成好像婦女一樣。巴比倫的女子會被踐踏，好像踹穀的禾場。“他們⋯⋯睡了長覺，永不醒起。”海水漲溢，巴比倫被許多海浪遮蓋。“我的民哪，你們要從其中出去，各人拯救自己，躲避耶和華的烈怒。”（《耶利米书》第50章第39节至第45节参）請聽聽，有哀號的聲音和大毁滅的響聲從巴比倫出來！巴比倫的武器必被打碎，因為耶和華是施行報應的上帝。祂必定施行報應。
耶利米吩咐西萊雅：要往巴比倫去，把書上預言到巴比倫受罰的一切話朗聲讀出來。然後把一塊石頭拴在書上，扔進幼發拉底河中。“巴比倫因耶和華所要降與她的災禍，必如此沉下去，不再興起。”（《耶利米书》第51章第61节至第64节参）

### 記錄耶路撒冷的陷落
（覆盖《耶利米书》第52章第1节至第34节参）這段記載跟先前在列王紀下24:18-20；25:1-21，27-30的記載差不多完全相同。

## 兩個版本
歷史學家早已發現《耶利米書》的希伯來語版本及希臘語的《七十士譯本》在內容上有所不同。過去一直推斷可能是因為翻譯的出錯，使某些部分被漏譯。但隨著《死海古卷》中的《耶利米書》殘本，歷史學家發現殘本的內容與七十士版本的內容相同。因此，現時普遍認為在《死海古卷》產生之時，耶利米書的內容還尚未成型。所以在七十士版本完成之時，耶利米書還有修訂，以至出現今時今日的兩個不同版本。

### 閱讀聖經
- 耶利米書 （页面存档备份，存于） (繁體中文《和合本》)
- 耶利米书 （页面存档备份，存于） (簡體中文《和合本》)
- 耶肋米亞 (天主教《思高聖經》)